# Feuilleea taxifolia
Feuilleea taxifolia là một loài thực vật có hoa trong họ Cucurbitaceae. Loài này được (Kunth) Kuntze mô tả khoa học đầu tiên năm 1891.